# Matelea weberbaueri
Matelea weberbaueri är en oleanderväxtart som beskrevs av G. Morillo. Matelea weberbaueri ingår i släktet Matelea och familjen oleanderväxter. Inga underarter finns listade i Catalogue of Life.